# آق‌بلاغ (اهر)
آق‌بلاغ یکی از روستاهای استان آذربایجان شرقی است که در دهستان ورگهان بخش مرکزی شهرستان اهر واقع شده‌است.این روستا ۲۹۸ نفر جمعیت دارد.